# Морской кот (фильм)
«Морской кот» (рум. Pisica de mare) — румынский художественный фильм, снятый в 1963 году режиссёром Георге Турку.
Премьера фильма состоялась 6 января 1964 года.

## Сюжет
Одна из иностранных разведок охотится за планами подводных рудников, где добывается стратегическое сырьё. Об это становится известно румынским контрразведчикам.
Для выполнения задания враги используют банду, которой руководит шпион по кличке «Морской кот». Работникам органов госбезопасности Румынии удается напасть на след шпионов, разоблачить их преступную деятельность и арестовать их.

## В ролях
- Юрие Дарие — Раду
- Тома Димитриу — Манеску (озвучивание Борис Кордунов)
- Виктор Ребенджюк — капитан Чернеа (озвучивание Анатолий Кузнецов)
- Коля Рэуту — полковник Драгомир (озвучивание Вячеслав Тихонов)
- Леопольдина Бэлэнуцэ — Ливия Грогорян (озвучивание Нина Гребешкова)
- Паул Сава
- Николае Сиретяну — инженер Александру (озвучивание Константин Барташевич)
- Георге Марута — Иоахим
- Хараламбье Борош — Матахала
- Дорин Дрон — Пескарусул
- Амза Пелля